# Иван Петров
Иван Петров (рус. Иван Ефимович Петров, 30. септембра 1896-7. априла 1958) био је совјетски генерал армије, који се истакао током Великог отаџбинског рата.

## Живот и рад
Петров је 1916. завршио учитељску школу. Марта 1918. ступио је у Црвену армију и постао члан КПСС.
Немачки напад на СССР јуна 1941. дочекао га је на дужности команданта дивизије Јужног фронта. Октобра 1941. примио је команду над Самосталном приморском армијом, која се истакла у одбрани Одесе, у повлачењу совјетских снага на Крим, и одсудној одбрани Севастопоља.
После повлачења са Крима, примио је на Кавказу команду над 44. армијом. У бици за Кавказ командовао је Црноморском оперативном групом у разбијању немачке 17. армије на кубанском мостобрану. У марту 1943. постао је начелник штаба, а од маја до новембра командант Севернокавкаског фронта при ослобођењу Кавказа. Затим је командовао Самосталном приморском армијом и 33. армијом у ослобођењу Крима.
Априла 1944. Петров је примио команду над Другим белоруским фронтом. Од августа 1944. командовао је Четвртим украјинским фронтом, који је учествовао у ослобађању западне Украјине и Чехословачке. У априлу 1945. постављен је за начелника штаба Првог украјинског фронта.
После рата, до 1952, командовао је Туркестанским војним округом. Одликован је Орденом хероја СССР.